# Санники (Смоленский район)
 Санники — деревня в Смоленской области России, в Смоленском районе. Расположена в западной части области в 25 км к югу от г. Смоленска, у автодороги Смоленск — Монастырщина.
Население — 267 жителей (2010 год). Административный центр Пионерского сельского поселения. Улицы: Заречная, Молодёжная, Центральная. Автобусное сообщение со Смоленском (31,2 км, маршрут № 120).

## Экономика
Почта, дом культуры, магазин